# Музеї Голодомору 1932—1933 років
Музеї Голодомору 1932—1933 років — ряд музейних закладів, присвячених трагедії Голодомору.

## Активні музеї

### Київ

#### Національний музей Голодомору-геноциду
Національний музей Голодомору-геноциду — національний музей в Печерському районі міста Києва, присвячений злочину Голодомору-геноциду в Україні. Відкритий у 2009 році. Музей складається з меморіальної частини (свіча пам'яті, скульптура дівчинки з колосками в руках «Гірка пам'ять дитинства» на площі «Жорна долі», янголи при вході до меморіалу та алея «Чорні дошки») та зали пам'яті, що фактично виконують функцію музею.
У залі пам'яті представлені предмети домашнього вжитку селянства 1920—1930-х років, зібрані у селах, що постраждали від Голодомору. 19 томів Національної книги пам'яті жертв Голодомору 1932—1933 років — найповніший наразі мартиролог, що містить інформацію про майже 900 000 померлих у 1932—1933 роках. Також у Книзі пам'яті містяться численні документальні матеріали, що розповідають про Голодомор 1932—1933 років.
В Залі розташовані моноблоки, які наповнені архівними документами, фотографіями, свідченнями очевидців та картами проєкту «Цифровий атлас Голодомору». В галереї експонуються тимчасові плакатні виставки, а також демонструються документальні фільми про Голодомор.
Експозиція побудована таким чином, що дає можливість гостям музею відчути атмосферу 1930-х років, а хаотично розміщені предмети вжитку відтворюють атмосферу колективізації. При вході та виході зали пам'яті — фотографії першої третини ХХ століття, що закарбували життя покоління, якому судилося перенести Голодомор. Як згадка про «втрачене покоління» — при виході з зали розміщені негативні зображення фото.
Музей включений до Державного Протоколу та Церемоніалу України. В майбутньому планується будівництво другої черги комплексу, що складатиметься з окремої будівлі музею.

### Хмельницька область

#### Музей пам'яті жертв Голодомору 1932—1933 років у Межибожі
Музей пам'яті жертв Голодомору 1932—1933 років у Межибожі — перший музей в Україні, присвячений трагедії Голодомору-геноциду українців. Музей входить до складу Державного історико-культурного заповідника «Межибіж» в каретному корпусі фортеці. Музей був відкритий 4 жовтня 2008 року і створений Народним художником України Миколою Мазуром.
Музейна експозиція, що розповідає про трагедію Голодомору 1932—1933 років, містить сотню знарядь селянської праці, реманенту, хатнього начиння, скульптур, образів, а також копії документів 1930-х років, рідкісні світлини тих часів тощо.

### Полтавська область

#### Миргородський музей пам'яті жертв Голодомору
Миргородський музей пам'яті жертв Голодомору — це філія Національного музею Голодомору-геноциду, утворена 2009 року громадським діячем та очевидцем Голодомору Олександром Джунем на території дитячого будинку.
Музей у Миргороді є єдиним у світі музеєм жертв Голодомору, що розташований безпосередньо на місці масових убивств голодом неповнолітніх людей. Цей дитячий концтабір існував з 1930 по 1934 роки під виглядом «дитячого притулку».

### Харківська область

#### Музей пам'яті жертв Голодомору в Черкаській Лозовій
Музей розташований на території села Черкаська Лозова Дергачівського району біля транспортної розв'язки автомобільної траси «Харків — Москва» та міської окружної дороги (за 1 кілометр від міської смуги).
Відкритий 24 листопада 2018 року. Експонатами музею є понад 60 аутентичних предметів, документів та світлини, що розповідають про три хвилі голодоморів на українських землях: 1921—1923, 1932—1933 та 1946—1947 років. Експонати були зібрані на Харківщині. Поруч знаходиться Меморіал жертвам Голодомору, відкритий 2008 року.

### Дніпропетровська область

#### Музей спротиву Голодомору
В листопаді 2019 року було ініційовано створення окремого тематичного музею пам’яті жертв Голодомору. Серед варіантів розміщення музею була територія індустріального парку на лівому березі Дніпра, місце на 9-му кілометрі Запорізького шосе, біля меморіалу, будівля Палацу охорони здоров'я та недобудований Музей ракетно-космічної техніки.
Музей спротиву Голодомору було відкрито у 2020 році.